# دین لوئیس
دین لونی (به انگلیسی: Dean Loaney) (متولد ۲۱ اکتبر ۱۹۸۷)، معروف به دین لوئیس، خواننده و ترانه‌سرا استرالیایی است. لوئیس بیشتر به خاطر تک‌آهنگ «Waves»، که در استرالیا موفق به کسب هفت گواهینامه پلاتین شد و تک‌آهنگ Be Alright، که در استرالیا به رتبه یک رسید و در عرض چهار هفته پس از انتشار گواهی پلاتین دریافت کرد و همچنین ۱۱ گواهی پلاتین در استرالیا و چند پلاتین در سراسر جهان، از جمله پلاتین دوبل در ایالات متحده شناخته می‌شود.
لوئیس اولین آلبوم استودیویی خود را با نام A Place We Knew در ۲۲ مارس ۲۰۱۹ منتشر کرد.

## حرفه

### ۲۰۱۶–۲۰۱۷: آغاز حرفه
لوئیس پس از تماشای اجرای زنده از گروه اوئیسیز در سال ۲۰۰۵ به موسیقی علاقه‌مند شد. لوئیس در این باره می‌گوید: «من تماشای لیام گلگر را با آن کلاه و کت قرمز به همراه نوئل را یاد می‌آورم. آنها باحال‌ترین آدم‌های تاریخ بودند. من پنج سال بعد را صرف تماشای ویدیوهای اوئیسیز کردم - نوئل گلگر اساساً به من یاد داد که چگونه آهنگ بنویسم."
اولین قرارداد ضبط خود را با Specific Music در سال ۲۰۱۴ و قرارداد بزرگی با آیلند رکوردز و Universal Music Australia در مارس ۲۰۱۶ بست. اولین تک آهنگ خود با نام " Waves " را در ۳۰ سپتامبر ۲۰۱۶ منتشر کرد که در جدول ARIA استرالیا به رتبه ۱۲ رسید. این آهنگ در تعدادی از برنامه‌های تلویزیونی آمریکایی مانند کت‌شلواری‌ها، آناتومی گری، Valor، ریوردیل , All American، شکارچیان سایه و Magnum PI پخش شد. این آهنگ از آن زمان تاکنون توسط ARIA شش گواهینامه پلاتین دریافت کرده‌است.
لوئیس آهنگ " Nied You Now " را در آوریل ۲۰۱۷ منتشر کرد و اولین آلبوم چند آهنگه خود را با نام Same Kind of Different در ۱۲ مه ۲۰۱۷ منتشر کرد که به رتبه ۲۷ در جداول آلبوم ARIA رسید. لوئیس در پنج رشته در جوایز موسیقی ARIA در سال ۲۰۱۷ نامزد شد. آهنگ‌های " Lose My Mind " و " Chemicals " نیز به عنوان تک آهنگ از EP منتشر شدند و به ترتیب گواهی پلاتین و طلا را دریافت کردند.

### ۲۰۱۸–۲۰۲۰: مکانی که ما می‌شناختیم و همکاری‌ها
در ژوئن ۲۰۱۸، لوئیس «آرام باش» (به انگلیسی: Be Alright) را منتشر کرد. این تک‌آهنگ به مدت پنج هفته متوالی به رتبه یک در استرالیا رسید، اولین آهنگ برتر او در این کشور شد و هشت گواهی پلاتین در استرالیا دریافت کرد. همچنین در بلژیک به رتبه یک، در نیوزلند، سوئد و ایرلند به رتبه پنج، در هلند و سوئیس به ۱۰، در بریتانیا و اسکاتلند به ۲۰، در ایالات متحده به ۳۰ برتر و در جدول پاپ بزرگسالان بیلبورد رتبه اول رسید. . در ژانویه ۲۰۱۹، لوئیس " ۷ دقیقه " را منتشر کرد. لوئیس اولین آلبوم بلند استودیویی خود با نام A Place We Knew را در ۲۲ مارس ۲۰۱۹ منتشر کرد
لوئیس تک آهنگی را با همکاری دی جی هلندی/تهیه‌کننده مارتین گریکس به نام " Used to Love "در ۳۱ اکتبر ۲۰۱۹ منتشر کرد. در رابطه با همکاری با گریکس، لوئیس توضیح می‌دهد که «از زمانی که حرفه‌ام شروع شد، هیچ‌وقت همکاری‌ها شبیه آن چیزی نبود که خودم دنبال آن بودم. به‌عنوان یک ترانه‌سرا، که آواز هم می‌خواند، کل مفهوم کاملاً غریبه بود. تا اینکه با مارتین آشنا شدم. ما حدود یک هفته را با هم پشت درهای بسته در آمستردام گذراندیم و روی آهنگی کار کردیم که فکر می‌کردیم ممکن است توسط شخص دیگری خوانده شود. اما همان‌طور که آهنگ پیشرفت کرد، بسیار شبیه من است، اما همچنین بسیار شبیه به مارتین است. این یک همکاری واقعی با مردی است که اکنون به یک دوست عالی تبدیل شده‌است.» نسخه آکوستیک این آهنگ در سال ۲۰۲۰ منتشر شد.

### ۲۰۲۱: «سقوط»
در ۵ مارس ۲۰۲۱، لوئیس تک آهنگ «سقوط» را منتشر کرد. لوئیس اظهار داشت که این آهنگ دربارهٔ «تمرکز بر روی رسانه‌های اجتماعی آنلاین و تأثیر یک نظر منفی در دریایی از نظرات مثبت است». «سقوط» تک آهنگ اصلی دومین آلبوم او است.
در ۲۲ اکتبر ۲۰۲۱، لوئیس آهنگ " Lows Like Me " را منتشر کرد که الهام گرفته از یک رابطه شخصی بود که در آن شریک زندگی سابق او با مردی که به گفته او شبیه لوئیس بود در رابطه بوده‌است. در ۱ آوریل ۲۰۲۲ " بی دردسر " دنبال شد.

## ترانه‌شناسی
- مکانی که ما می‌شناختیم (۲۰۱۹)
- دشوارترین عشق (۲۰۲۲)

## جوایز و نامزدها

### جوایز موسیقی آریا
| سال  | نامزدی/اثر                                 | جایزه                        | نتیجه     |
| ---- | ------------------------------------------ | ---------------------------- | --------- |
| 2017 | "Waves"                                    | بهترین آهنگ پاپ              | نامزد شده |
| 2017 | "Waves"                                    | هنرمند مترقی                 | نامزد شده |
| 2017 | "Waves"                                    | آهگ سال                      | نامزد شده |
| 2017 | Michael Jones for Dean Lewis' "Waves"      | بهترین ویدیو                 | نامزد شده |
| 2017 | John Castle for Dean Lewis' "Lose My Mind" | مهندسی صدای سال              | نامزد شده |
| 2018 | "Be Alright"                               | بهترین هنرمند مرد            | نامزد شده |
| 2018 | "Be Alright"                               | بهترین آهنگ پاپ انتشار یافته | نامزد شده |
| 2018 | "Be Alright"                               | آهنگ سال                     | نامزد شده |
| 2018 | Jessie Hill and Dean Lewis – "Be Alright"  | بهترین ویدیو                 | برنده     |
| 2018 | 2017 National Tour                         | بهترین اجرای زنده استرالیایی | نامزد شده |
| 2019 | A Place We Knew                            | آلبوم سال                    | برنده     |
| 2019 | A Place We Knew                            | بهترین هنرمند مرد            | برنده     |
| 2019 | A Place We Knew                            | بهترین آهنگ پاپ انتشار یافته | نامزد شده |
| 2019 | "7 Minutes"                                | اهنگ سال                     | نامزد شده |
| 2021 | "Falling Up""                              | اهنگ سال                     | نامزد شده |

### جوایز آپرا
جوایز ای‌پی‌آرای در استرالیا و نیوزلند توسط انجمن ای‌پی‌آرای ای‌ام‌سی‌اواس برگزار می‌شود تا مهارت‌های ترانه‌سرایی، فروش و اجرای زنده سنجیده شود. لوئیس برنده سه جایزه از هشت نامزدی شده‌است.

| سال  | نامزدی / اثر                        | جایزه                                    | نتیجه            |
| ---- | ----------------------------------- | ---------------------------------------- | ---------------- |
| ۲۰۱۸ | "Waves"                             | آهنگ پاپ سال                             | نامزدشده         |
| ۲۰۱۸ | "Waves"                             | بیشترین اجرای استرالیایی                 | نامزدشده         |
| ۲۰۱۹ | "Be Alright"                        | آهنگ پاپ سال                             | نامزدشده         |
| ۲۰۱۹ | "Be Alright"                        | آهنگ سال                                 | الگو:Shortlisted |
| ۲۰۱۹ | خودش                                | هنرمند مترقی                             | برنده            |
| ۲۰۱۹ | خودش                                | جایزه دستاورد بین‌المللی برجسته           | برنده            |
| ۲۰۲۰ | "7 Minutes"                         | پر اجراترین اثر سال استرالیا             | نامزدشده         |
| ۲۰۲۰ | "7 Minutes"                         | پر اجراترین اثر پاپ سال استرالیا         | برنده            |
| 2021 | "Used to Love" (with Martin Garrix) | پر اجراترین اثر سال استرالیا             | نامزدشده         |
| 2021 | "Used to Love" (with Martin Garrix) | اجرا شده‌ترین آهنگ رقص سال                | نامزدشده         |
| 2021 | "Be Alright"                        | بیشترین اجرای استرالیایی در خارج از کشور | برنده            |
| 2022 | "Falling Up"                        | پر اجراترین آهنگ آلترنتیو                | در انتظار        |

### جوایز موسیقی ام تی وی اروپا
| سال  | نامزدی / اثر | جایزه                   | نتیجه    |
| ---- | ------------ | ----------------------- | -------- |
| 2018 | Himself      | بهترین اجرای استرالیایی | نامزدشده |
| 2019 | خودش         | بهترین اجرای استرالیایی | نامزدشده |

### جوایز ملی موسیقی زنده
| سال  | نامزدی / اثر | جایزه                                    | نتیجه    |
| ---- | ------------ | ---------------------------------------- | -------- |
| 2018 | خودش         | بهترین اجرای زنده سال- به انتخاب مخاطبان | نامزدشده |